# Heteronyx australis
Heteronyx australis är en skalbaggsart som beskrevs av Guérin-Méneville 1830. Heteronyx australis ingår i släktet Heteronyx och familjen Melolonthidae. Inga underarter finns listade i Catalogue of Life.